# میسالیا
میسالیا (به ایتالیایی: Missaglia) یک کومونه در ایتالیا است که در استان لکو واقع شده‌است. میسالیا ۱۱ کیلومتر مربع مساحت و ۷٬۸۰۵ نفر جمعیت دارد و ۳۲۶ متر بالاتر از سطح دریا واقع شده‌است.